# نادي بيام وحدت خراسان
نادي بيام وحدت خراسان (بالفارسية: باشگاه فوتبال پيام وحدت خراسان) ، هي نادي رياضي لكرة القدم في إيران، أسست عام 1974م والتي تسمى نادي بيام مشهد، وتقع مقرها في مدينة مشهد الإيرانية.

## وصلة خارجية
- الموقع الرسمي لنادي بيام خراسان